# Sonata Arctica
Sonata Arctica ist eine finnische Power-Metal-Band, die Einflüsse aus Progressive Metal, Melodic Rock und Symphonic Metal aufweist.

## Geschichte

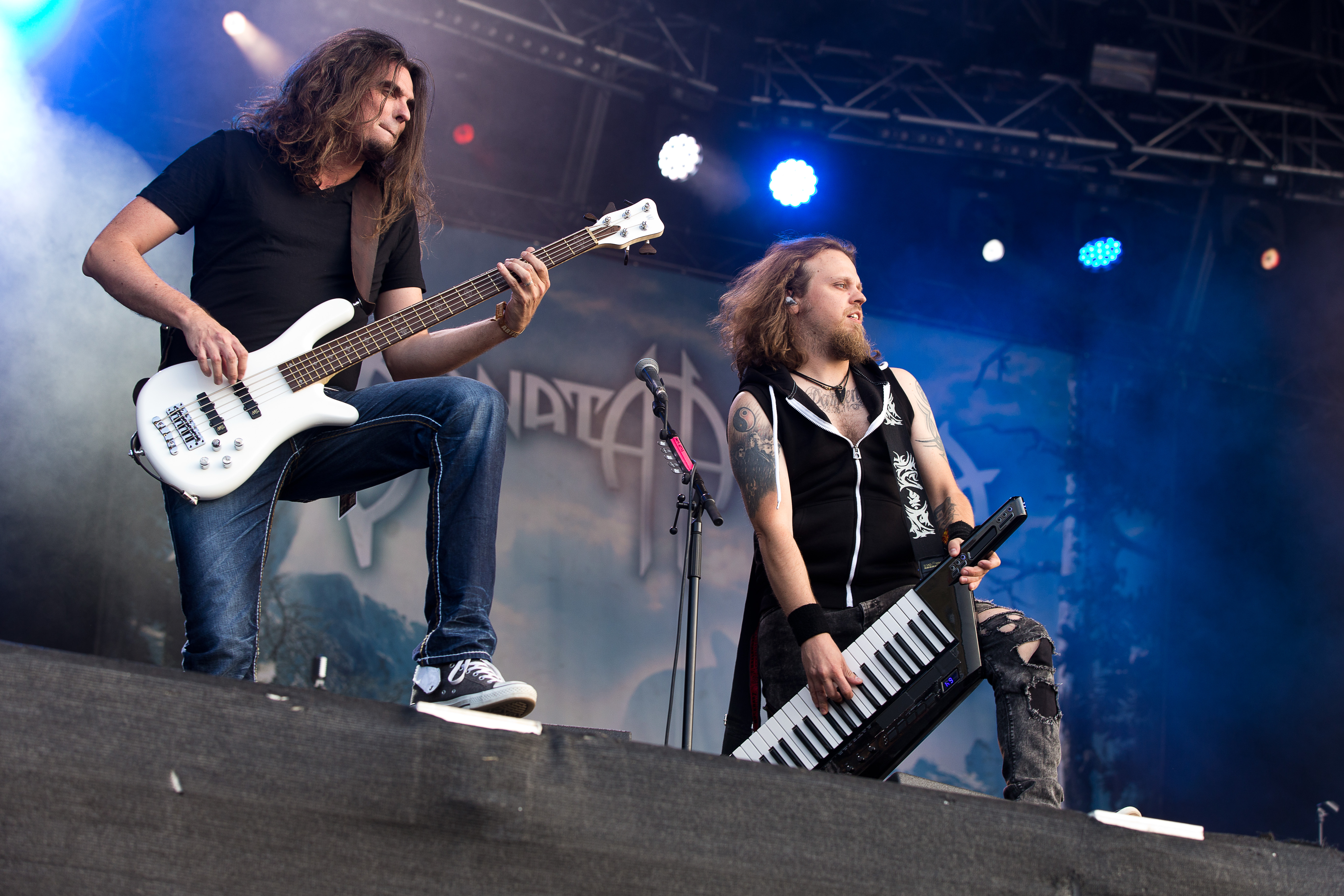
Bassist Pasi Kauppinen und Keyboarder Henrik Klingenberg auf dem Rockharz 2016

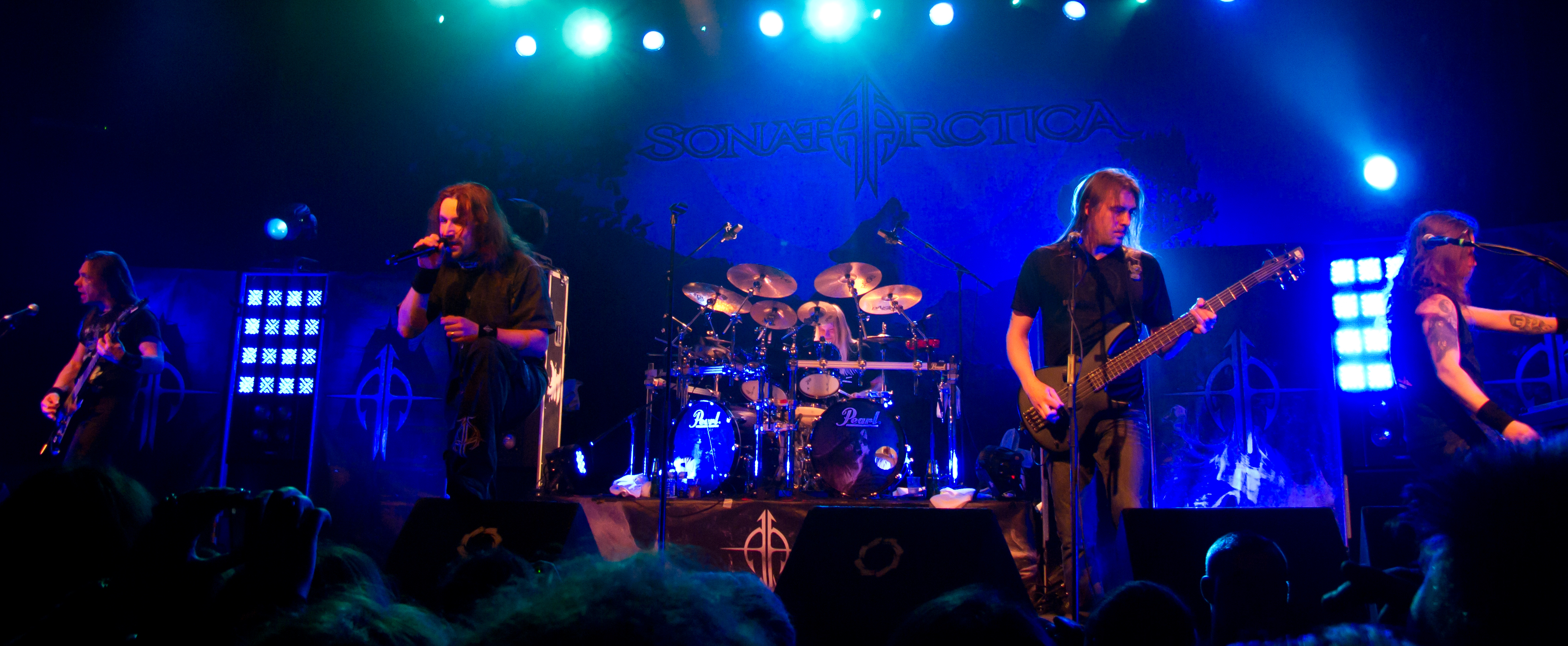
Sonata Arctica während der The Days of Grays Tour 2011.

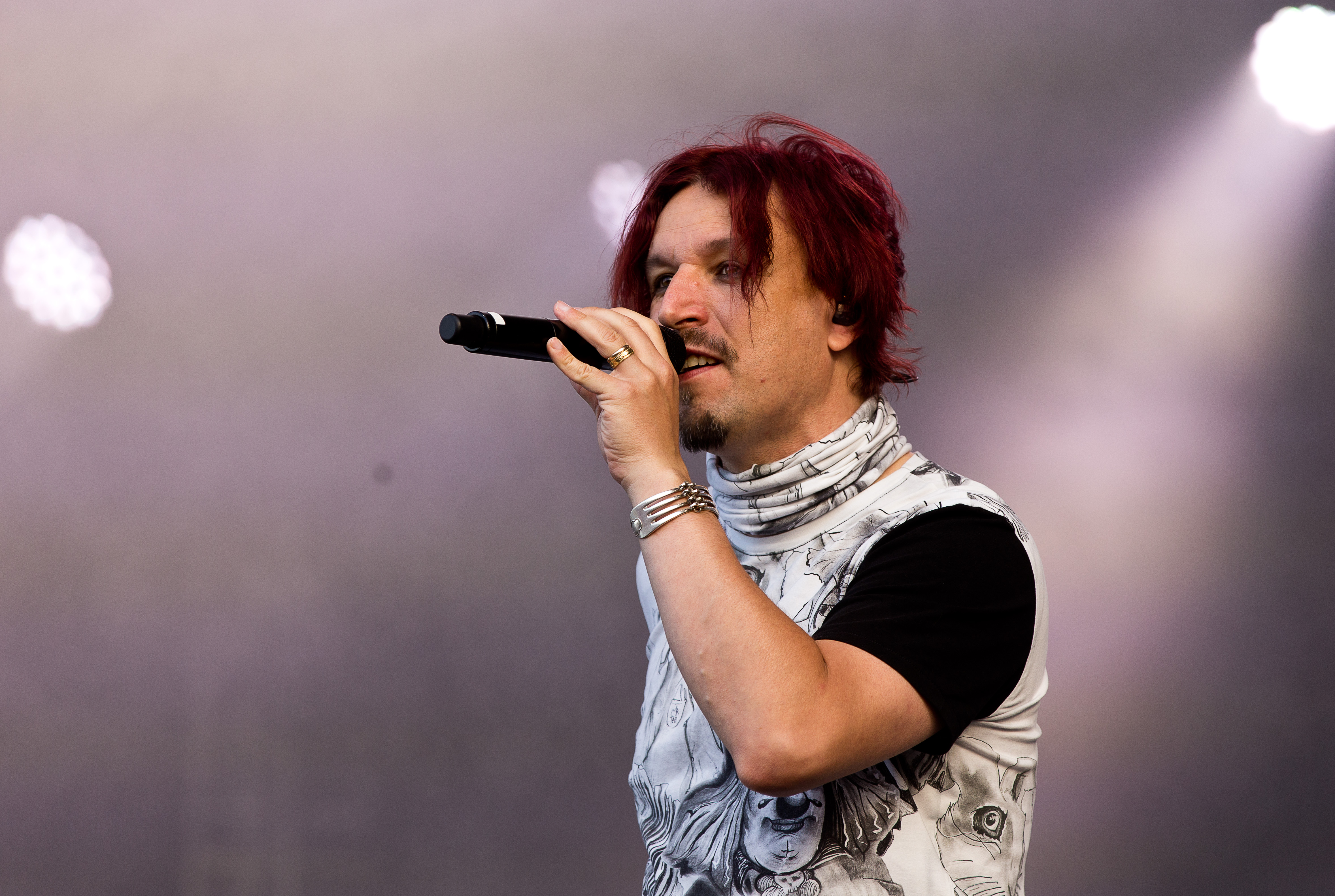
Sänger Tony Kakko auf dem Rockharz 2016

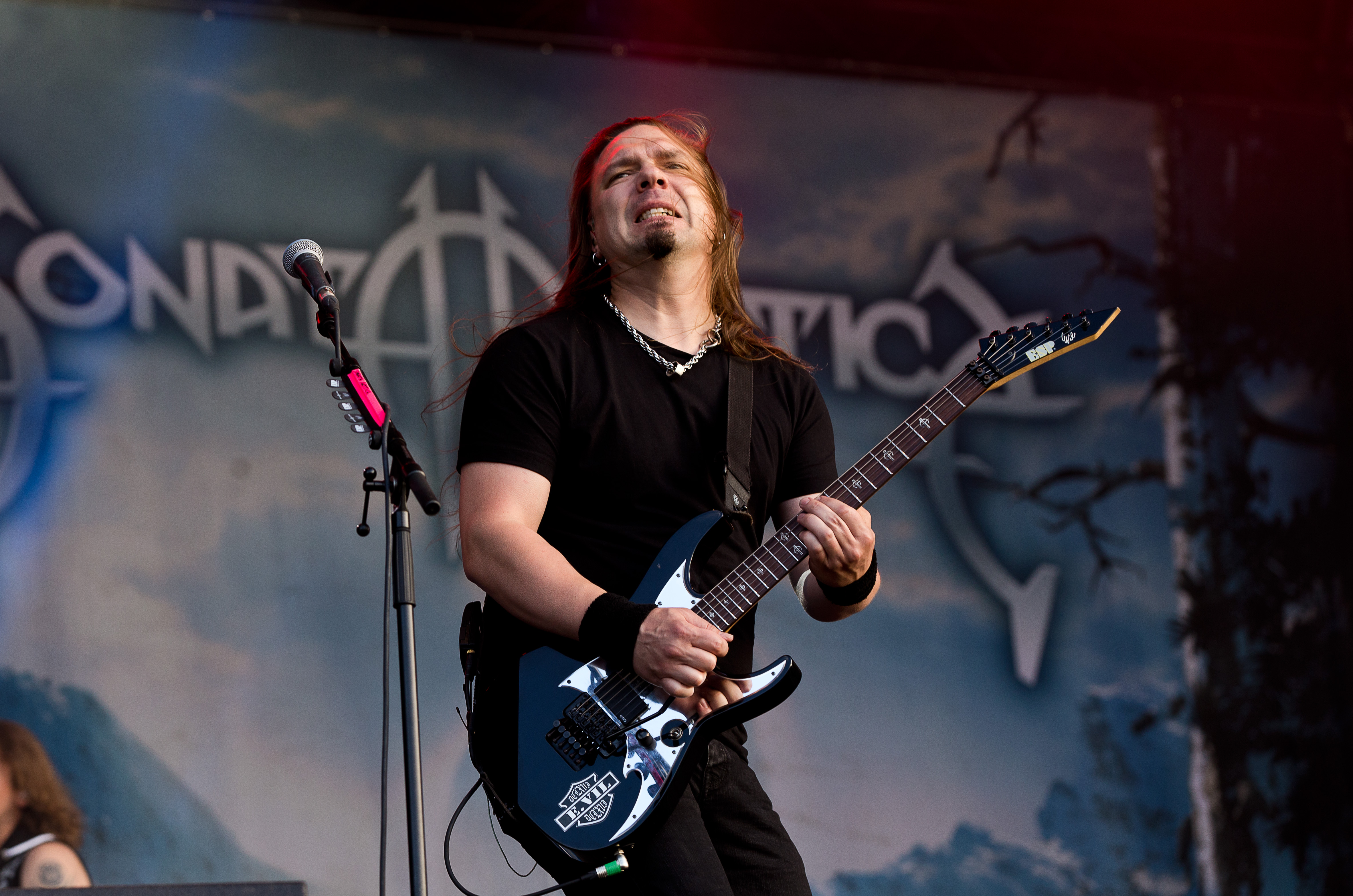
Gitarrist Elias Viljanen auf dem Rockharz 2016

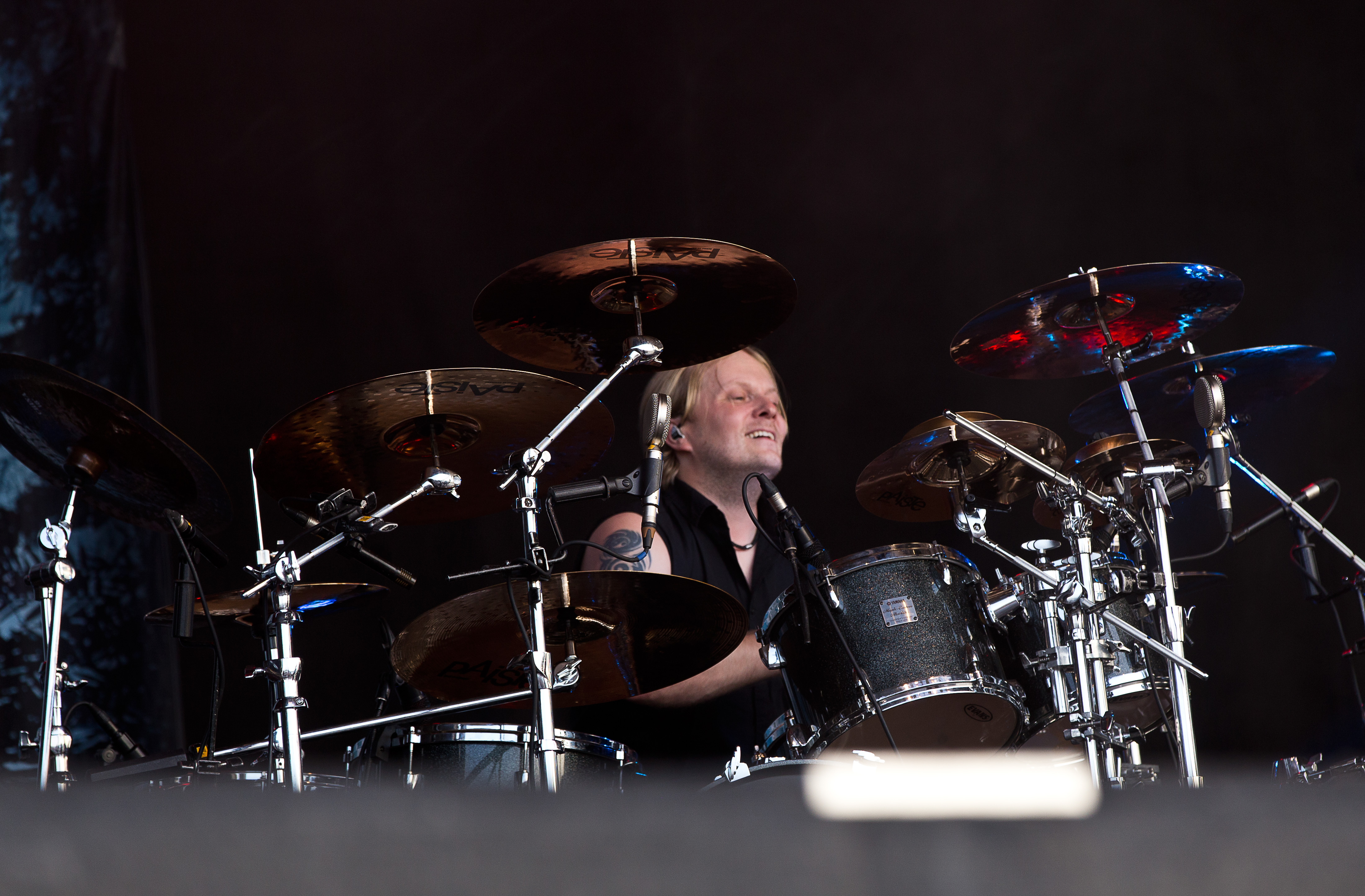
Drummer Tommy Portimo auf dem Rockharz 2016

Die Band wurde 1996 unter dem Namen Tricky Beans gegründet, änderte diesen Namen aber 1997 in Tricky Means. Angeblich machten die Finnen ursprünglich Musik, die nichts mit Metal zu tun hatte. Ab 1999 begannen Tricky Means, Power Metal zu spielen, und bekamen einen Vertrag bei der Plattenfirma Spinefarm Records. Sie änderten daraufhin ihren Namen ein weiteres Mal, diesmal in Sonata Arctica. Im selben Jahr erschien ihr erstes Album Ecliptica. Frontmann Tony Kakko, der bisher sowohl Keyboard spielte als auch sang, beschloss, sich auf das Singen zu konzentrieren. Als Ersatz stieß Mikko Härkin dazu. Kurze Zeit später verließ der Bassist die Band und wurde durch Marko Paasikoski ersetzt.
2001 erschien das Album Silence. Aus Aufnahmen der Japan-Tournee entstand im Jahr 2002 das Live-Album Songs of Silence – Live in Tokyo. Nach dem Ende dieser Tour verließ Mikko Härkin die Band, sodass auf dem 2003 erschienenen Album Winterheart’s Guild Tony Kakko wieder das Keyboard spielte, wobei er bei einigen Songs von Stratovarius-Keyboarder Jens Johansson unterstützt wurde. In der Zwischenzeit stieß aber Ex-Requiem-Keyboarder Henrik Klingenberg zu der Band, der im Februar 2003 bei einem Konzert im finnischen Tornio seinen Einstand feierte und auf dem 2004 veröffentlichten Album Reckoning Night Keyboard spielte.
Am 12. Mai 2006 erschienen das Live-Album For the Sake of Revenge und die gleichnamige Live-DVD, welche die am 4. und 5. Februar 2005 in Tokio mitgeschnittenen Konzerte beinhaltet.
Die Veröffentlichung des fünften Studioalbums Unia (finnisch „Träume“) geschah weltweit am 25. Mai 2007. Es erreichte am 11. Juli 2007 Goldstatus in Finnland. Die dazugehörige Single-Auskopplung Paid in Full erschien am 27. April 2007.
Am 2. März 2007 wurde bekannt, dass Gitarrist Jani Liimatainen nicht an den Auftritten im Frühjahr 2007 teilnehmen konnte, da er seinen Zivildienst in Finnland leisten musste. Im August 2007 gab die Band schließlich bekannt, sich von Liimatainen getrennt zu haben; neuer Gitarrist der Band wurde der bis dahin übergangsweise spielende Elias Viljanen.
In der 2015 veröffentlichten Band-Biografie wurde auch der übermäßige Alkoholkonsum Liimatainens während der Tour und die daraus resultierende Gleichgültigkeit als Anlass genommen, sich im Einvernehmen zu trennen.
Das Album The Days of Grays (in Deutschland am 18. September 2009 erschienen) wurde in Finnland bereits wenige Tage nach der Veröffentlichung mit Gold ausgezeichnet. Dem folgte die „Days-of-Grays-Tour“, welche die Band durch die ganze Welt geführt hat.
2012 erschien das Album Stones Grow Her Name (VÖ-Datum in Deutschland: 18. Mai 2012).
Am 26. August 2013 verließ Marko Paasikoski aus persönlichen Gründen die Band. Er gab in einem Statement an, dass er nicht mehr die nötige Motivation habe, um Teil der Band zu bleiben. Ersetzt wurde er von Pasi Kauppinen (Silent Voices, ex-Requiem, Winterborn).
Das achte Studioalbum Pariah’s Child erschien am 28. März 2014. Laut Aussagen des Frontmannes Tony Kakko fand eine Rückbesinnung auf den Stil früher Alben statt.
Ein schottisches Label veröffentlichte 2015 eine Kompilationsalbum unter dem Titel A Tribute to Sonata Arctica. Viele bekannte Künstler beteiligten sich daran, unter anderem Xandria, Stream of Passion, Arven und Timeless Miracle. 
Im Dezember 2015 veröffentlichte die Band überraschend eine Weihnachts-Single mit dem Titel Christmas Spirit, die drei verschiedene Versionen des Liedes beinhaltet. Die Single wurde exklusiv über das Musiklabel Nuclear Blast vertrieben und war laut deren Angaben limitiert.
Am 21. Juli 2016 veröffentlichte die Band den Albumtitel des neuen Albums The Ninth Hour, das am 7. Oktober 2016 durch Nuclear Blast veröffentlicht wurde.
Am 6. September 2019 erschien ihr reguläres zehntes Album, welches den Namen Talviyö (finnisch „Winternacht“) trägt.

## Stil
Für den Stil der Band typisch sind, neben melodischen Keyboard-Passagen, die schnellen Gitarrensoli, wie sie beispielsweise Timo Tolkki von Stratovarius geprägt hat. So wurden Sonata Arctica am Anfang ihrer Karriere häufig mit Stratovarius verglichen.
Komponist und Texter Tony Kakko legt viel Wert auf Melodik und Harmonien. Die Keyboard-Soli duellieren sich häufig mit Gitarren-Soli.
Bis zur dritten Veröffentlichung Winterheart's Guild konnte man Sonata Artica eindeutig dem europäischen Power Metal zurechnen.
Seit Reckoning Night wurden die Songstrukturen komplexer und progressive Elemente hielten Einzug. Das Album Unia bildete damit den progressiven, polymetrischen Zenit der Band. Das Album wurde vom Großteil der Fans abgelehnt, da es ihnen an der damaligen Eingängigkeit fehlte. Mit The Days of Grays nahm diese Komplexität jedoch ab und Kakko fing an Orchester-Instrumente mit in die Songs zu arrangieren. Die orchestralen Elemente arrangierte fortan Mikko P. Mustonen für die Band. 
Tony Kakko bezeichnet die Musik schon lange nicht mehr als Power Metal, sondern eher als melodiöse Rockmusik.
Der Gesang orientierte sich bei den älteren Alben oft, aber nicht ausschließlich, am typisch hohen Falsett-Gesang, wie er im Power Metal häufig Anwendung findet (beispielsweise beim Lied Destruction Preventer vom Album Ecliptica). Seit Reckoning Night ist der Gesang facettenreicher und nicht mehr so hoch.
Die Songs besitzen komplexe Gesangsharmonien, die Kakko bei der Aufnahmen per Overdub-Verfahren einsingt. Da die neueren Stücke getragen werden von Gesangssätzen und Chören, werden die Harmonie-Stimmen live als Playback eingespielt.
Daneben sind auch vereinzelt Growls (gesungen von Keyboarder Henrik „Henkka“ Klingenberg und Screams – z. B. in Wolf & Raven, bzw. The End of this Chapter, beide auf dem Album Silence; auch The Harvest auf Unia) zu finden.
Auffallend ist ein thematisch roter Faden der Alben. Zum Beispiel enthält jedes Album mindestens eine Ballade (z. B. Letter to Dana, Tallulah, Gravenimage, Shamandalie, Good Enough Is Good Enough, Everything Fades to Gray), eine gitarrenlastige Ballade (z. B. Replica, Last Drop Falls, The Misery, My Selene, Under Your Tree, Juliet) und ein Lied, das von Wölfen erzählt (FullMoon, Wolf and Raven, The Cage, Ain’t Your Fairytale, It Won’t Fade, The Last Amazing Grays). Auch auf einigen Covers, wie zum Beispiel dem des Albums For the Sake of Revenge, ist ein Wolf abgebildet. Wölfe zählen neben Hunden zu Tony Kakkos Lieblingstieren.

## Diskografie
Studioalben

| Jahr | Titel Musiklabel                                            | Höchstplatzierung, Gesamtwochen, AuszeichnungChartplatzierungen (Jahr, Titel, Musiklabel, Platzierungen, Wochen, Auszeichnungen, Anmerkungen) | Höchstplatzierung, Gesamtwochen, AuszeichnungChartplatzierungen (Jahr, Titel, Musiklabel, Platzierungen, Wochen, Auszeichnungen, Anmerkungen) | Höchstplatzierung, Gesamtwochen, AuszeichnungChartplatzierungen (Jahr, Titel, Musiklabel, Platzierungen, Wochen, Auszeichnungen, Anmerkungen) | Höchstplatzierung, Gesamtwochen, AuszeichnungChartplatzierungen (Jahr, Titel, Musiklabel, Platzierungen, Wochen, Auszeichnungen, Anmerkungen) | Anmerkungen                                                                               |
| Jahr | Titel Musiklabel                                            | DE | AT | CH | FI | Anmerkungen                                                                               |
| ---- | ----------------------------------------------------------- | --- | --- | --- | --- | ----------------------------------------------------------------------------------------- |
| 1999 | Ecliptica Spinefarm Records                                 | — | — | — | FI31 Gold · (4 Wo.)FI | Erstveröffentlichung: 22. November 1999 Verkäufe: + 31.000                                |
| 2001 | Silence Spinefarm Records                                   | — | — | — | FI3 Gold · (7 Wo.)FI | Erstveröffentlichung: 4. September 2001 Verkäufe: + 27.000                                |
| 2003 | Winterheart’s Guild Spinefarm Records                       | DE88 (1 Wo.)DE | — | — | FI3 Gold · (12 Wo.)FI | Erstveröffentlichung: 3. Juni 2003 Verkäufe: + 24.000                                     |
| 2004 | Reckoning Night Nuclear Blast                               | DE77 (1 Wo.)DE | — | CH85 (2 Wo.)CH | FI2 Gold · (8 Wo.)FI | Erstveröffentlichung: 22. September 2004 Verkäufe: + 19.000                               |
| 2007 | Unia Nuclear Blast                                          | DE35 (2 Wo.)DE | AT62 (1 Wo.)AT | CH40 (2 Wo.)CH | FI1 Gold · (22 Wo.)FI | Erstveröffentlichung: 23. Mai 2007 Verkäufe: + 24.000                                     |
| 2009 | The Days of Grays Nuclear Blast                             | DE24 (2 Wo.)DE | AT52 (1 Wo.)AT | CH26 (2 Wo.)CH | FI2 Gold · (9 Wo.)FI | Erstveröffentlichung: 22. September 2009 Verkäufe: + 17.000                               |
| 2012 | Stones Grow Her Name Nuclear Blast                          | DE24 (2 Wo.)DE | AT29 (2 Wo.)AT | CH21 (2 Wo.)CH | FI1 Gold · (21 Wo.)FI | Erstveröffentlichung: 22. Mai 2012 Verkäufe: + 12.000                                     |
| 2014 | Pariah’s Child Nuclear Blast                                | DE31 (1 Wo.)DE | AT30 (1 Wo.)AT | CH13 (3 Wo.)CH | FI1 (14 Wo.)FI | Erstveröffentlichung: 1. April 2014                                                       |
| 2014 | Ecliptica Revisited: 15th Anniversary Edition Nuclear Blast | — | — | — | FI20 (1 Wo.)FI | Erstveröffentlichung: 24. Oktober 2014 Neuaufnahme des Albums Ecliptica aus dem Jahr 1999 |
| 2016 | The Ninth Hour Nuclear Blast                                | DE22 (1 Wo.)DE | AT43 (1 Wo.)AT | CH18 (2 Wo.)CH | FI2 (7 Wo.)FI | Erstveröffentlichung: 7. Oktober 2016                                                     |
| 2019 | Talviyö Nuclear Blast                                       | DE26 (1 Wo.)DE | AT54 (1 Wo.)AT | CH22 (1 Wo.)CH | FI2 (2 Wo.)FI | Erstveröffentlichung: 6. September 2019                                                   |
| 2024 | Clear Cold Beyond Atomic Fire                               | DE26 (1 Wo.)DE | AT29 (1 Wo.)AT | CH12 (1 Wo.)CH | FI7 (2 Wo.)FI | Erstveröffentlichung: 8. März 2024                                                        |

## Bücher
- 2015: Sonata Arctica (Band-Biografie auf Finnisch und Englisch)